# Fedra (żona Heroda Wielkiego)
Fedra (I wiek p.n.e.) – żona Heroda Wielkiego.
Jej pochodzenie nie jest znane. Istnieje przypuszczenie, że Herod Wielki przywiózł Fedrę oraz dwie inne żony: Elpis i Pallas z podróży do Rzymu i Grecji, którą odbył w 17/16 p.n.e.
Z małżeństwa Fedry i Heroda Wielkiego pochodziła córka Roksana, urodzona około 15 p.n.e.